# Ferrovia Casentinese
La ferrovia Arezzo-Stia (conosciuta anche come ferrovia Casentinese o Ferrovia del Casentino) è una linea ferroviaria che collega Arezzo con la parte settentrionale della sua provincia, percorrendo tutta la valle del Casentino fino alla città di Stia, al confine con la Romagna.
Affidata al gestore dell'infrastruttura Rete Ferroviaria Toscana, il servizio passeggeri e merci sulla linea è svolto dall'impresa ferroviaria Trasporto Ferroviario Toscano.

## Storia
Il progetto per una ferrovia di collegamento dei comuni della vallata casentinese con il capoluogo iniziò a prendere forma già alla fine degli anni settanta del XIX secolo. Fu però nel 1883, il 29 aprile, che il governo del regno con Regio Decreto rilasciò ad un consorzio costituito da 14 comuni e dalla Provincia di Arezzo la concessione per la costruzione di una linea ferroviaria a carattere economico e a scartamento ridotto tra Arezzo e Stia. La concessione prevedeva anche la possibilità di adottare lo scartamento ordinario a condizione che ciò non comportasse costi maggiori per lo Stato.
Con contratto del 25 luglio 1883 il consorzio subconcesse alla Società Veneta l'esercizio ferroviario, mentre la costruzione venne affidata ad una compagnia privata. L'apertura al traffico avvenne il 12 agosto 1888 e venne esercita con trazione a vapore con i rotabili della Veneta.
Fra gli storici direttori di esercizio della ferrovia si ricorda l'ingegner Vittorio Allocco, di Verona, che operò anche presso la rete tranviaria di Ferrara e sulla ferrovia Verona-Caprino-Garda.
La seconda guerra mondiale recò alla linea pesanti danneggiamenti e il 20 giugno 1944 l'esercizio venne sospeso. La gestione della linea venne acquisita dalla LFI nel 1950; quest'ultima procedette alla ricostruzione, alla riattivazione del servizio (avvenuto il 24 settembre 1950) e all'elettrificazione a corrente continua a 3000 Volt, inaugurata il 13 settembre 1954.
Dal 22 aprile 1987, data di scadenza della concessione, subentrò provvisoriamente la Gestione commissariale governativa durata fino alla successiva ridefinizione proprietaria.
La linea fu interessata da una lunga interruzione nella zona delle Mottacce, tra Calbenzano e Subbiano, a causa di un vasto movimento franoso avvenuto nella notte tra 26 e 27 novembre 1987 che divise la linea in due tronconi.

## Caratteristiche
| Unknown route-map component "exCONTg" |

|  | Unknown route-map component "xABZg+l" | Unknown route-map component "CONTfq" |

| Station on track |

|  | Unknown route-map component "ABZgl" | Unknown route-map component "CONTfq" |

|  | Unknown route-map component "ABZgl" | Unknown route-map component "CONTfq" |

| Stop on track |

| Stop on track |

| Station on track |

| Small bridge over water |

| Stop on track |

| Station on track |

| Stop on track |

| Small bridge over water |

| Station on track |

| Stop on track |

| Station on track |

| Small bridge over water |

| Small bridge over water |

| Stop on track |

| Enter and exit short tunnel |

| Station on track |

| Unknown route-map component "KINTaq" | Unknown route-map component "ABZgr" |  |

| Stop on track |

| Station on track |

| Station on track |

| Unknown route-map component "KDSTaq" | Unknown route-map component "ABZg+r" |  |

| Stop on track |

| End station |

La linea venne armata all'origine con rotaie da 36 kg/m montate su traverse di legno. Il raggio minimo di curvatura venne mantenuto entro i 250 m; la pendenza massima al 17,5 per mille. La linea venne elettrificata negli anni cinquanta a 3000 V corrente continua; la linea aerea di alimentazione elettrica venne realizzata con sospensione longitudinale e con corda di sostegno, con pali, portali e mensole analoghi a quelli installati sulle linee FS.
È in corso l'attrezzaggio della linea con il sistema di segnalamento ERTMS di livello 2.

## Materiale rotabile
Per l'esercizio della linea la Società Veneta fece costruire tre locomotive a vapore (matricole 241-243, poi gruppo 25) dalla Breda, che prestarono servizio sulla linea sino al 1940. Ad esse si affiancarono negli anni le locomotive SV dei gruppi 22, 23 e 26. A partire dal 1920 iniziarono a prestare servizio le locomotive SV del gruppo 31, e dal 1926 quelle del gruppo 36, più moderne e agili che rimasero in servizio sino alla sospensione del servizio nel 1944.
Col passaggio della linea alla LFI la "Veneta" lasciò in uso la locomotiva 312 e cedette la locomotiva 360; per l'esercizio della linea si noleggiarono locomotive a vapore di varia provenienza: dalle Ferrovie dello Stato locomotive dei gruppi 875 e 880, tre locomotive St. Leonard dalle Ferrovie del Sud Est, una locomotiva del gruppo 40 dalle Ferrovie Padane, la locomotiva 30 della ferrovia della Valle Seriana e una locomotiva dalla Ferrovia Benevento-Cancello.
Con l'elettrificazione prestarono servizio le locomotive e le automotrici elettriche del parco LFI già in servizio sulla linea per Sinalunga.